# Nijemci
Nijemci (v srbské cyrilici Нијемци) jsou obec (općina) ve Vukovarsko-sremské župě ve východním Chorvatsku. V roce 2011 v samotných Nijemcích žilo 1605 obyvatel.
Obec se rozkládá v rovinaté krajině Panonské nížiny, na samém východním okraji Chorvatska, východně od města Otok a západně od srbského města Šid.
Na území općiny Nijemci se nachází dálniční hraniční přechod Bajakovo/Lipovac se Srbskem na dálnici A3. Administrativně pod Nijemce spadá ještě dalších 8 okolních vesnic, a to: Apševci, Banovci, Donje Novo Selo, Đeletovci, Lipovac, Podgrađe, i Vinkovački Banovci.